# Фаедо-Вальтелліно
Фаедо-Вальтелліно (італ. Faedo Valtellino) — муніципалітет в Італії, у регіоні Ломбардія, провінція Сондріо.
Фаедо-Вальтелліно розташоване на відстані близько 520 км на північний захід від Рима, 95 км на північний схід від Мілана, 4 км на південний схід від Сондріо.
Населення — 568 осіб (2014).

## Демографія
Населення за роками:

Станом на 1 січня 2023 року в муніципалітеті офіційно проживало 15 іноземців з 6 країн, серед них 1 громадянин країн Євросоюзу.

## Сусідні муніципалітети
- Альбозаджа
- Монтанья-ін-Вальтелліна
- П'ятеда
- Сондріо